# Sportclub Rheindorf Altach 2018-2019
Questa voce raccoglie le informazioni riguardanti il Sportclub Rheindorf Altach nelle competizioni ufficiali della stagione 2018-2019.

## Rosa
| N. |                        | Ruolo | Calciatore        |
| -- | ---------------------- | ----- | ----------------- |
| 1  | Austria (bandiera)     | P     | Martin Kobras     |
| 2  | Stati Uniti (bandiera) | A     | Joshua Gatt       |
| 3  | Austria (bandiera)     | D     | Leonardo Zottele  |
| 4  | Camerun (bandiera)     | C     | Samuel Oum Gouet  |
| 5  | Austria (bandiera)     | D     | Philipp Netzer    |
| 7  | Austria (bandiera)     | D     | Andreas Lienhart  |
| 8  | Austria (bandiera)     | A     | Adrian Grbić      |
| 9  | Austria (bandiera)     | C     | Christian Gebauer |
| 10 | Austria (bandiera)     | C     | Patrick Salomon   |
| 11 | Austria (bandiera)     | C     | Marco Meilinger   |
| 12 | Austria (bandiera)     | P     | Andreas Lukse     |
| 14 | Nigeria (bandiera)     | A     | Yusuf Otubanjo    |
| 15 | Camerun (bandiera)     | A     | Michael Cheukoua  |
| 16 | Austria (bandiera)     | D     | Emanuel Schreiner |
| 17 | Austria (bandiera)     | C     | Valentino Müller  |

| N. |                    | Ruolo | Calciatore          |
| -- | ------------------ | ----- | ------------------- |
| 18 | Austria (bandiera) | D     | Jan Zwischenbrugger |
| 20 | Austria (bandiera) | C     | Johannes Tartarotti |
| 21 | Austria (bandiera) | C     | Simon Piesinger     |
| 22 | Austria (bandiera) | C     | Stefan Nutz         |
| 23 | Austria (bandiera) | D     | Benedikt Zech       |
| 24 | Austria (bandiera) | P     | Benjamin Ožegović   |
| 25 | Austria (bandiera) | A     | Johannes Aigner     |
| 26 | Austria (bandiera) | C     | Daniel Nussbaumer   |
| 27 | Austria (bandiera) | C     | Mathias Honsak      |
| 28 | Austria (bandiera) | C     | Boris Prokopič      |
| 29 | Camerun (bandiera) | A     | Louis Ngwat-Mahop   |
| 30 | Austria (bandiera) | C     | Kristijan Dobras    |
| 32 | Austria (bandiera) | D     | Bernhard Janeczek   |
| 33 | Turchia (bandiera) | A     | Volkan Akyıldız     |